# Amenofis II
Aajeperura Amenhotep, Amenhotep II o Amenofis II, su nombre helenizado, fue el séptimo faraón de la Dinastía XVIII de Egipto y reinó de ca. 1443 a 1417 a. C. (1450 a 1424 a. C. -según la High Chronology-) Sus títulos de coronación y nacimiento fueron Aa-Jeperu-Ra Amen-Hotep. 

## Biografía
Hijo de Tutmosis III y de Meritra Hatshepsut, prosiguió la política expansionista de su padre con excelentes resultados, ampliando y estabilizando los dominios de Egipto en Siria y Nubia, alcanzando el país su máxima extensión. Conocido como el "rey atleta", su reinado fue una continuidad completa del de su padre.
A su muerte, le sucedió su hijo Tutmosis IV, nacido de una esposa secundaria, de nombre Tiaa. No se conoce ninguna mujer de Amenofis II que ocupara el título de gran esposa real. Han llegado muchos nombres de hijos de este faraón: Ahmose, Iaret, Uebensenu, Jaemuaset, Amenhotep...
Su tumba (KV35) está en el Valle de los Reyes y se encuentra en buen estado. Su descubrimiento en 1898 fue un importante hito en la historia de la egiptología, pues contenía otras momias reales que fueron puestas a salvo de los ladrones de tumbas. Entre los insignes invitados, cuyos restos descansan ahora en el Museo de El Cairo, se encuentran, aparte del propio Amenofis II, los reyes Tutmosis IV, Amenofis III, Seti II, Siptah o la reina Tiye, entre otros.

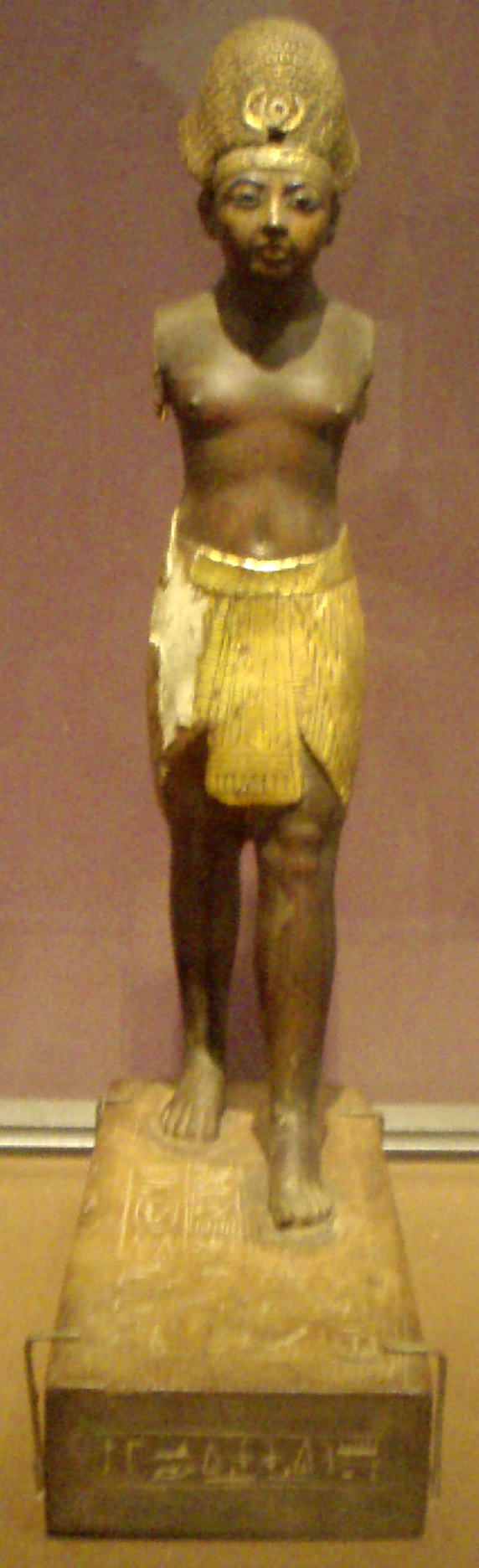
Amenhotep II. Brooklyn Museum.

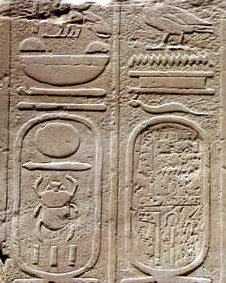
Amenhotep II. Cartucho.

## Genética

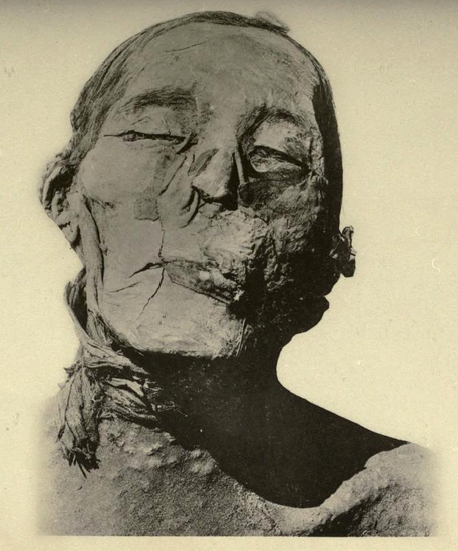
Cabeza de la momia de Amenofis II

De acuerdo al análisis paleogenético de la momia de su nieto Amenofis III, su linaje paterno (ADN-Y) debe ser el caucasoide-europeoide R1b-M343.

## Testimonios de su época
Inscripciones y monumentos en Karnak
- Estela referente a una campaña siria, en Karnak (Sethe 1955:1310 - 1316)
- Otra estela encontrada en Karnak (Sethe 1955:1319 - 1321)
- Inscripción en el tercer pilón en Karnak (Sethe 1955:1321 - 1322)
- Capilla de calcita en Karnak (Van Siclen III 1986)
- Inscripciones en columnas (Sethe 1955:1323 - 1333)
- Varias inscripciones en Karnak (Sethe 1955:1333 - 1338, 1341-1342, 1358-1360)
- Inscripciones en Luxor (Sethe 1955:1338 - 1340)
- Objetos de su templo funerario en Luxor (Museo Petrie)

Inscripciones y monumentos en el resto de Egipto
- Inscripción de un templo de Faras (Nubia) (Karkowski 1981:276)
- Correspondencia al virrey de Kush en una estela de Semna (Sethe 1955:1243 - 1244)
- Fragmento de estela de granito de Coptos (Sethe 1955:1317 - 1319; Lyon 2000:73, n.º 37)
- “Gran estela de la esfinge” encontrada en Guiza (Sethe 1955:1276 - 1283)
- “Pequeña estela de la esfinge” encontrada en Guiza (Sethe 1955:1283 - 1286)
- Dos estelas, casi idénticas, encontradas en Amada y Elefantina (Sethe 1955:1287 - 1299)
- Inscripciones en el templo de Amada (Sethe 1955:1349 - 1351)
- Estela referente a una campaña siria, encontrada en Menfis (Sethe 1955:1299 - 1309)
- Bloques pétreos encontrados en Elefantina (Sethe 1955:1360)

Menciones en biografías y monumentos de otros personajes (resumen)
- Inscripciones en la tumba de Paser (Sethe 1955:1455 - 1457)
- Inscripciones en la tumba de Ra (Sethe 1955:1457 - 1459)

## Titulatura
| Titulatura | Jeroglífico | Transliteración (transcripción) - traducción - (referencias) |

| G5 |

| G5 |

| E2 · D40 | G36 · r | F9 · F9 |

| E2 · D40 | G36 · r | F9 · F9 |

| E2 · D40 | G36 · r | F9 · F9 |

| E2 · D40 | G36 · r | F9 · F9 |

| G5 |

| G5 |

| E2 · D40 | G36 · r | F9 · F9 |

| E2 · D40 | G36 · r | F9 · F9 |

| E2 · D40 | G36 · r | F9 · F9 |

| E2 · D40 | G36 · r | F9 · F9 |

| G16 |

| G16 |

| wsr | s | f · F40 | G43 | s | N28 · D36 | m | R19 | t · O49 |

| wsr | s | f · F40 | G43 | s | N28 · D36 | m | R19 | t · O49 |

| G16 |

| G16 |

| wsr | s | f · F40 | G43 | s | N28 · D36 | m | R19 | t · O49 |

| wsr | s | f · F40 | G43 | s | N28 · D36 | m | R19 | t · O49 |

| G8 |

| G8 |

| V15 | t · D44 | m | S42 | Z1 · f | m | N17 · N17 · N17 · V30 | Z3 |

| V15 | t · D44 | m | S42 | Z1 · f | m | N17 · N17 · N17 · V30 | Z3 |

| G8 |

| G8 |

| V15 | t · D44 | m | S42 | Z1 · f | m | N17 · N17 · N17 · V30 | Z3 |

| V15 | t · D44 | m | S42 | Z1 · f | m | N17 · N17 · N17 · V30 | Z3 |

| N5 | O29V | L1 | Z3 |

| N5 | O29V | L1 | Z3 |

| N5 | O29V | L1 | Z3 |

| N5 | O29V | L1 | Z3 |

| N5 | O29V | L1 | Z3 |

| N5 | O29V | L1 | Z3 |

| N5 | O29V | L1 | Z3 |

| N5 | O29V | L1 | Z3 |

| N5 | O29V | L1 | Z3 |

| N5 | O29V | L1 | Z3 |

| N5 | O29V | L1 | Z3 |

| N5 | O29V | L1 | Z3 |

| N5 | O29V | L1 | Z3 |

| N5 | O29V | L1 | Z3 |

| N5 | O29V | L1 | Z3 |

| N5 | O29V | L1 | Z3 |

| i | mn · n | R4 · t · p |

| i | mn · n | R4 · t · p |

| i | mn · n | R4 · t · p |

| i | mn · n | R4 · t · p |

| i | mn · n | R4 · t · p |

| i | mn · n | R4 · t · p |

| i | mn · n | R4 · t · p |

| i | mn · n | R4 · t · p |

| i | mn · n | R4 · t · p |

| i | mn · n | R4 · t · p |

| i | mn · n | R4 · t · p |

| i | mn · n | R4 · t · p |

| i | mn · n | R4 · t · p |

| i | mn · n | R4 · t · p |

| i | mn · n | R4 · t · p |

| i | mn · n | R4 · t · p |